# Amasa Learned
Amasa Learned (* 15. November 1750 in Killingly, Colony of Connecticut; † 4. Mai 1825 in New London, Connecticut) war ein US-amerikanischer Politiker. Zwischen 1791 und 1795 vertrat er den Bundesstaat Connecticut im US-Repräsentantenhaus.

## Werdegang
Amasa Learned wuchs noch während der britischen Kolonialzeit auf. Er genoss eine private Erziehung und besuchte dann bis 1772 das Yale College. Anschließend unterrichtete er als Lehrer und studierte Theologie. Nachdem er 1773 als Geistlicher ordiniert wurde, hat er für kurze Zeit als Prediger gearbeitet. Es folgte ein Jurastudium, das er im Jahr 1778 beendete.
Learned wurde im Jahr 1779 in das Repräsentantenhaus von Connecticut gewählt. Diesem Gremium gehörte er zwischen 1785 und 1791 erneut an. Im Jahr 1788 war er Delegierter auf der Versammlung, die die Verfassung der Vereinigten Staaten für Connecticut ratifizierte. Bei den staatsweit abgehaltenen Kongresswahlen des Jahres 1790 wurde Learned in das Repräsentantenhaus des zweiten Kongresses gewählt. Dort nahm er am 4. März 1791 als Nachfolger von Roger Sherman den zweiten Abgeordnetensitz seines Staates ein. In der Zeit vor der Gründung politischer Parteien unterstützte er die damalige Bundesregierung unter Präsident George Washington. Damit stand er der späteren Föderalistischen Partei nahe. Nach einer Wiederwahl im Jahr 1792 konnte er bis zum 3. März 1795 zwei Legislaturperioden im Kongress absolvieren.
Nach seiner Zeit im US-Repräsentantenhaus befasste sich Learned mit Landspekulationsgeschäften. Im Jahr 1818 war er Delegierter auf einer Konferenz zur Überarbeitung der Staatsverfassung von Connecticut.

## Tod
Am 4. Mai 1825 starb Learned in New London und ist auf dem Cedar Grove Cemetery in New London bestattet.

## Privatleben
Im Jahr 1773 heiratete Learned Grace Hallam. Sie bekamen vier Kinder: Nicholas H. Learned, Frances Learned Chew, Ebenezer Learned und Edward Learned.
Learneds Enkel, John Law, diente als U.S.-Repräsentant von Indiana.